# Hemijska klasifikacija
Hemijski klasifikacioni sistemi klasifikuju elemente ii jedinjenja na osnovu pojedinih hemijskih funkcionalnih ili strukturnih svojstava. Dok su strukturna svojstva uglavnom zavisna od samih materijala, funkcionalna svojstva i izvedene klasifikacije zavise u određenoj meri od tipa hemijskih interakcija sa partnerima na kojima se funkcija izvršava. Ponekead se koriste drugi kriteriji za formiranje hemijskih taksonomija, poput čisto fizičkih (npr. molekulska masa), ili pak funkcionalnih svojstava koje su iznad hemijskog nivoa.
U nekim sistemima se ukrštaju različiti nivoi, čime se formiraju hijerarhije u kojima se domeni donekle nejasni. Dok su hemijske funkcije tesno zavisne od hemijske strukture, situacija postaje složenija kada se farmakološke funkcije uzmu u obzir, pošto se QSAR ne može razviti koristeći samo strukturne veličine.

## Fiziko-hemijska klasifikacija
Hemijska jedinjenja se mogu klasifikovati
- po molekulskoj masi
- po naelektrisanju: nenaelektrisana, pozitivno, negativno, parcijalno naelektrisana
  - formalno naelektrisanje, oksidaciono stanje
- rastvorljivost
-pH vrednost